# Australophantes
Australophantes é um gênero de aranhas da família Linyphiidae descrito em 2012. Contém duas espécies conhecidas, localizadas em Celebes e em Queensland.